# Stari grad Jeruzalem
Jeruzalemski stari grad (hebrejski:  העיר העתיקה‎, HaEer HaAtika, arapski: البلدة القديمة‎, al-Balda al-Kadimah, armenski: Հին Քաղաք, Hin K'aghak) je stari, zidinama utvrđeni, dio Jeruzalema. U njemu se nalazi nekoliko vjerski važnih znamenitosti kao što su: Brdo hrama i Zid plača (koji su sveti židovima), Bazilika Svetog groba (sveta kršćanima), te Kupola na stijeni i džamija al-Aksa (sveti muslimanima).
Nakon Arapsko-Izraelskog rata 1948. godine, Stari grad se našao u potpunosti na Jordanskoj strani grada, no nakon Šestodnevnog rata 1967. godine Izrael je okupirao Stari grad, zajedno s ostatkom Jeruzalema.
Godine 1980., Jordan je predložio da se Stari grad stavi na UNESCO-ov popis mjesta svjetske baštine u Aziji i Oceaniji, što je i učinjeno 1981. godine. Na popis ugroženih mjesta svjetske baštine Stari grad je dospio zbog nekontroliranog urbanog razvoja, općeg propadanja i lošeg održavanja zbog pojačanog turizma i nedostatka održavanja
God. 2010., najstariji natpis na hebrejskom jeziku je pronađen odmah uz vanjski dio zidina Starog grada.
Tradicionalno je Stari grad podijeljen na četiri nejednaka dijela, tako ga od 19. stoljeća čine:
- Muslimanska četvrt (arapski: حارة المسلمين‎‎, Ḩāra al-Muslimeen) - najveća i najnaseljenija četvrt (oko 22.000 stanovnika 2005.) koja se nalazi na sjeveroistočnom dijelu Starog grada, od Lavljih vrata na istoku, uz sjeverni zid Brda hrama, do ceste prema Vratima Damaska na zapadu.
- Kršćanska četvrt (ar.: حارة النصارى‎‎, Ḩāra an-Naşāry) se nalazi na sjeverozapadnom dijelu Starog grada i proteže se do Novih vrata na sjeveru, te uz Zapadni zid do Vrata Jaffe i prema istoku do Damaščanskih vrata.
- Židovska četvrt (heb.: הרובע היהודי‎, HaRova HaYehudi; kolokvijalno poznata i kao HaRova; ar.: حارة اليهود‎, Ḩāra al-Yehūd) se nalazi na jugoistočnom dijelu Starog grada od Vrata Ciona na jugu do ulice Kardo na sjeveru i Brda hrama na istoku. Nakon šestodnevnog rata obnovljeni su domovi Židova koji su uništeni 1948. godine. Četvrt je 2004. godine imala 2.348 stanovnika.
- Armenska četvrt (arm.: Հայերեն Եռամսյակ, Hayeren Yerramsyak; ar.: حارة الأرمن‎, Ḩāra al-Armen) je najmanja četvrt Starog grada i u njoj boravi tek oko 500 Armenaca od 3.000 koliko ih je u Jeruzalemu. Većinu četvrti posjeduje Jeruzalemska patrijarhija Armenske apostolske Crkve, koja posjeduje i vrijedne posjede na drugim mjestima u gradu.

Grad je za vrijeme Križara imao samo četvera vrata na svakoj strani grada, Sulejman Veličanstveni je dao izgraditi današnje zidine i njegovih 11 vrata, nazvanih prema povijesnim osobama ili gradovima prema kojima su vodile ceste koje su izlazile iz Jeruzalema. Od ovih, sedmera su danas otvorena (Nova vrata, Damaščanska vrata, Herodova vrata, Lavlja vrata, Vrata Dunga, Vrata Ciona, Vrata Jaffe) dok su četvera zatvorena (Zlatna vrata, Jednostruka vrata, Dvostruka vrata i Vrata Huldah).
- Ulica u Starom gradu
- Bazilika Svetog groba
- Trg ispred Zapadnog zida
- Stari grad za Ramazana
- Bazar pamuka u Muslimanskoj četvrti
- Damaščanska vrata (16. st.)

## Vanjske poveznice
- Virtualni obilazak Muslimanske četvrti  Arhivirana inačica izvorne stranice od 4. prosinca 2017. (Wayback Machine)
- Virtualni obilazak Crkve Svetog Groba  Arhivirana inačica izvorne stranice od 27. prosinca 2007. (Wayback Machine)
- Virtualni obilazak Kardoa  Arhivirana inačica izvorne stranice od 16. siječnja 2008. (Wayback Machine)
- Virtualni obilazak Vrata Damaska  Arhivirana inačica izvorne stranice od 27. studenoga 2017. (Wayback Machine)
- Virtualni obilazak Kotela  Arhivirana inačica izvorne stranice od 16. siječnja 2008. (Wayback Machine)